# Mosteirón (Sada)
Mosteirón (llamada oficialmente San Nicolao de Mosteirón) es una parroquia y un lugar español del municipio de Sada, en la provincia de La Coruña, Galicia.

## Otro nombre
La parroquia también se denomina San Nicolás de Mosteirón.

## Entidades de población
Entidades de población que forman parte de la parroquia:
- Cacharrete
- Esperela (A Esperela)
- Machado
- Mosteirón
- Souto Vello
- O Carballal
- As Catro Esquinas
- Outeiro
- Vista Alegre

## Demografía

### Parroquia
| Gráfica de evolución demográfica de Mosteirón (parroquia) entre 2000 y 2019 |
|                                                                             |
| Datos según el nomenclátor publicado por el INE.                            |

### Lugar
| Gráfica de evolución demográfica de Mosteirón (lugar) entre 2000 y 2019 |
|                                                                         |
| Datos según el nomenclátor publicado por el INE.                        |